# Савицкий, Ян (генерал)
Ян Савицкий (пол. Jan Sawicki; 1872—1940) — военачальник кавалерии Армии Российской империи и Войска Польского, бригадный генерал.

## Биография
Родился 7 июля 1872 года в колонии Telatycze, ныне гмина Нужец-Стацья, Семятыченский повят, Подляское воеводство, Польша. Учился в реальной гимназии в Белостоке. В 1894 году окончил кавалерийскую школу в Санкт-Петербурге. Подполковник с 1910 года. Полковник и командир полка драгунов с 1914 года.
Во время Первой мировой войны командир полка и кавалерийской бригады на австрийских и германских фронтах. 23 июля 1917 повышен до генерал-майора. После революции член Польского Военного комитета 8-й русской армии, командир созданных в ней польских войск.
В марте 1919 года принят в польскую армию и назначен командиром 3-й кавалерийской бригады на фронте в Галиции и Волыни. Временно командовал 13-й пехотной дивизией. С 1 мая 1920 года генерал-лейтенант. В Советско-польской войне 1919—1920 годов был последовательно командиром 1-й кавалерийской дивизии (с июня) и командиром Кавалерийской оперативной группы (с 15 июля). Успешно воевал с войсками Семёна Будёного в Волыни и Подолии.
С августа 1920 по июнь 1924 года служил в Центральной комиссии контроля штатов. С 3 мая 1922 года бригадный генерал. С 1 июня 1924 года командующий 3-й кавалерийской дивизии в Познани. С 16 ноября 1925 года командующий 2-й кавалерийской дивизии в Варшаве. В мае 1926 года не поддержал Майский переворот. 30 апреля 1927 года отправлен в отставку.
Поселился в родовом имении в Telatyczach. В сентябре 1939 года серьёзно заболел. После Польского похода РККА в сентябре 1939 года был арестован НКВД СССР и депортирован в Ярославль, где скончался в больнице.